# Windeby
Windeby település Németországban, Schleswig-Holstein tartományban. Lakosainak száma 1024 fő (2023. december 31.).

## Népesség
| Lakosok száma | 787  | 1017 | 1010 | 1003 | 998  | 1024 |
|               | 1975 | 2017 | 2019 | 2021 | 2022 | 2023 |